# Tarek Ladeb
Tarek Ladeb (arabe : طارق الأدب), né le 15 novembre 1968,, est un diplomate tunisien, ambassadeur et représentant permanent auprès de l'Organisation des Nations unies à New York de septembre 2020 à mars 2025.

## Biographie

### Formation
Titulaire d'une licence en lettres et d'une licence universitaire en traduction, il poursuit ses études à l'École nationale d'administration en se spécialisant dans les relations internationales.

### Carrière
Il commence sa carrière comme chef de mission adjoint des ambassades tunisiennes à Amman, de 1994 à 1998, puis à Damas, jusqu'en 2000.
Ensuite, il devient chargé d'affaires de la Tunisie en Irak de 2002 à 2007, puis est nommé coordinateur des affaires arabes et africaines au ministère des Affaires étrangères, avant d'être nommé ambassadeur au Caire de 2010 à 2011. Il est transféré ensuite dans les mêmes fonctions à Oman et cela jusqu'en 2015.
De retour à Tunis, il est chargé de la direction des organisations arabes et islamiques au ministère jusqu'en 2019, date à laquelle il est nommé ambassadeur et représentant permanent adjoint de la Tunisie auprès des Nations unies à New York.
Le 17 septembre 2020, il présente ses lettres de créance au secrétaire général des Nations unies António Guterres comme ambassadeur et représentant permanent de la Tunisie auprès des Nations unies à New York.
Le 6 janvier 2021, il assure la présidence tournante de la Tunisie au Conseil de sécurité tout au long du mois de janvier.
Il parle quatre langues, à savoir l'arabe, le français, l'anglais, et le russe.